# Bad Company Live at Wembley
Bad Company Live at Wembley is een livealbum van Bad Company. Sinds de opheffing van die band volgden diverse reünies. Eén van die reünies leverde een aantal concerten op in het Verenigd Koninkrijk, terwijl eerder de Verenigde Staten werd aangedaan. Bij de eerste reünies was Boz Burrell nog aanwezig, maar hij overleed in 2006. Een deel van de muziek op dit albumis dan ook aan hem opgedragen. Het album luistert als een verzamelalbum.

## Musici
- Paul Rodgers – zang
- Mick Ralphs – gitaar
- Simon Kirke – slagwerk

Met
- Howard Leese - gitaar
- Lynn Sorensen - basgitaar

## Muziek
| Nr. | Titel                                               | Duur |
| --- | --------------------------------------------------- | ---- |
| 1.  | Can't get enough (Ralphs)                           | 4:51 |
| 2.  | Honey child (Rodgers, Burrell, Ralphs, Kirke)       | 3:35 |
| 3.  | Run with the pack (Rodgers)                         | 4:13 |
| 4.  | Young blood (Jerry Leiber, Doc Pomus, Mike Stoller) | 3:39 |
| 5.  | Seagull (Rodgers, Ralphs)                           | 4:29 |
| 6.  | Gone, gone, gone (Burrell)                          | 4:22 |
| 7.  | Electric land (Rodgers)                             | 5:37 |
| 8.  | Simple man (Ralphs)                                 | 5:17 |
| 9.  | Feel like makin' love (Rodgers, Ralphs)             | 7:05 |
| 10. | Shooting star (Rodgers)                             | 7:14 |
| 11. | Rock and roll fantasy (Rodgers)                     | 4:31 |
| 12. | Movin' on (Ralphs)                                  | 4:32 |
| 13. | Ready for love (Ralphs)                             | 8:27 |
| 14. | Bad Company (Rodgers, Kirke)                        | 6:08 |
| 15. | Deal with the preacher (Rodgers, Ralphs)            | 5:08 |